# Bartley (Nebraska)
Bartley je selo u američkoj saveznoj državi Nebraska. Prema popisu stanovništva iz 2010. u njemu je živjelo 283 stanovnika.